# Volo Iberia 610
 Il volo Iberia Airlines 610 era un volo di linea passeggeri nazionale da Madrid a Bilbao, in Spagna. Il 19 febbraio 1985, un Boeing 727 che operava su tale tratta si schiantò contro un'antenna televisiva sulla cima del monte Oiz in Biscaglia, vicino a Bilbao. Morirono tutti i 141 passeggeri e i 7 membri dell'equipaggio a bordo. L'incidente è quello con più vittime nella storia dei Paesi Baschi e della compagnia spagnola Iberia.

## L'aereo
Il velivolo coinvolto nell'incidente era un Boeing 727–256, alimentato da tre motori turboventola Pratt & Whitney JT8D-9A in grado di trasportare 189 passeggeri e registrato EC-DDU. Il nome dell'aeromobile era "Alhambra di Granada". Entrò in servizio il 18 maggio 1979 e, al momento dell'incidente, aveva accumulato 13.409 ore di volo.

## L'incidente
Il volo 610 partì dall'aeroporto di Madrid-Barajas alle 08:47 CET e l'atterraggio all'aeroporto di Bilbao era programmato per le 09:35 CET.
Durante l'avvicinamento a Bilbao, l'equipaggio attivò il sistema di allarme dell'altitudine mentre volava in un cielo coperto da nuvole e pioggia. Alle 09:09 ottenne il permesso per scendere a 4 300 ft (1 300 m) e alle 09:16 il primo ufficiale stabilì un contatto con la torre dell'aeroporto di Bilbao. Il controllore diede il permesso di continuare la discesa: "Iberia 610, puoi continuare la discesa, avvicinamento ILS a Bilbao, pista 30, il vento è di 100 gradi [a] 3 nodi, QNH 1025, livello di transizione 70 [7 000 piedi (2 100 m)] ". L'equipaggio ripeté le informazioni trasmesse, dopodiché fu offerto loro un avvicinamento diretto. Tuttavia il capitano rifiutò, scegliendo un piano di avvicinamento standard. Alle 09:22 l'equipaggio riferì il passaggio sul VOR di Bilbao ad un'altitudine di 7 000 piedi (2 100 m), raggiungendo il punto di partenza per l'atterraggio. Ricevette inoltre il permesso per scendere a un'altitudine di 5 000 piedi (1 500 m). Questa fu l'ultima trasmissione radio dal volo 610.
L'aereo raggiunse i 5 000 piedi (1 500 m) alle 09:25. L'altitudine minima nella regione era di 4 354 piedi (1 327 m), ma l'equipaggio impostò il sistema di allarme su 4 300 piedi (1 300 m). Tuttavia, dopo aver raggiunto questa altitudine, l'aereo continuò a scendere. Le condizioni meteorologiche indicavano nuvole con presenza di nebbia, visibilità di 4 chilometri. La discesa era sotto il controllo del pilota automatico. L'allarme di altitudine si spense quando l'aereo raggiunse i 4,040 piedi (1,231 m), ma il capitano interpretò ciò come fosse un avviso della modalità di avvicinamento e lo ignorò, continuando la discesa. Alle 09:27, l'aereo, in assetto di atterraggio con carrello abbassato e flap estesi, si scontrò contro un'antenna TV a 3 356 piedi (1 023 m) a una velocità di 208 nodi (385 km/h), perdendo la sua ala sinistra. Il velivolo precipitò in una foresta a 650 metri dalla torre. Morirono tutte le 148 persone a bordo.

## Le cause
Secondo le indagini, i piloti diffidarono del pilota automatico durante la fase di discesa, ma è probabile che si dimenticarono di attivare il pulsante ALT SEL (selezione altitudine), o lo disattivarono accidentalmente o il sistema stesso non funzionava a causa di un guasto. Di conseguenza, dopo aver raggiunto la quota assegnata, l'autopilota non sostenne l'aeromobile, il che portò a un'ulteriore discesa non controllata dai piloti. Quando l'aereo emise l'allarme di altitudine, molto probabilmente l'equipaggio lo fraintese. Fu inoltre scoperto che la torre TV installata sulla montagna non era contrassegnata sulle mappe di navigazione disponibili per l'equipaggio.

Gli investigatori determinarono che la causa dell'incidente fu un errore del pilota che, a causa di dati interpretati erroneamente, scese al di sotto dell'altitudine minima di sicurezza. Il rapporto sull'incidente affermava: 
(Final report volo Iberia 610)